# Jõhvi flygfält
Jõhvi flygfält är en flygplats i Estland.   Den ligger i kommunen Jõhvi vald och landskapet Ida-Virumaa, i den östra delen av landet, 150 km öster om huvudstaden Tallinn. Jõhvi flygfält ligger 79 meter över havet.